# Aktaporn Chalitaporn
Aktaporn Chalitaporn (thailändisch อัคถภรณ์ ชลิตาภรณ์, * 22. September 1982), auch als Donut bekannt, ist ein thailändischer Fußballtrainer.

## Karriere

### Trainer
Aktaporn Chalitaporn war von Januar 2012 bis 30. Juli 2017 als Co-Trainer bei Bangkok Glass angestellt. Am 1. August 2017 übernahm er das Traineramt beim thailändischen Erstligisten Thai Honda Ladkrabang. Bei dem Verein aus der Hauptstadt Bangkok löste er den Brasilianer Leonardo Neiva ab. Am Ende der Saison musste er mit Thai Honda in die zweite Liga absteigen. Sein Vertrag endete am 13. April 2018. Im Dezember  2019 verpflichtete ihn der Drittligist Songkhla FC als Cheftrainer. Bei dem Verein aus Songkhla stand er bis Anfang Mai 2021 an der Seitenlinie. Im gleichen Monat unterschrieb er einen Trainervertrag beim Drittligisten Nakhon Si United FC in Nakhon Si Thammarat. Hier stand er bis Ende 2021 unter Vertrag. Im Dezember 2021 unterschrieb er einen Vertrag beim Zweitligisten Raj-Pracha FC. Hier trat er die Nachfolge von Thanongsak Prajakkata an. Ende Februar 2022 wurde er beim Zweitligisten entlassen. Direkt im Anschluss übernahm er den Co-Trainer-Posten beim Erstligisten BG Pathum United FC. Bereits im November 2022 übernahm er ein zweites Mal den Trainerposten bei Raj-Pracha. Im März 2023 übergab er das Traineramt an seinen Nachfolger Patanapong Sripramote. Von Dezember 2023 bis Sommer 2024 stand er an der Seitenlinie des Drittligisten BFB Pattaya City. Im Juni 2024 wurde er Trainer beim Erstligisten Sukhothai FC.

### Funktionär
Im Juni 2022 kehrte Aktaporn Chalitaporn wieder zum Raj-Pracha FC zurück. Hier war er von Mitte Juni 2022 bis Anfang März 2023 Sportlicher Leiter des Vereins. Von Anfang März 2023 bis Ende Mai 2024 hatte er das Amt Direktor Entwicklung bei Raj-Pracha inne.